# Release from Agony
Release From Agony è il terzo album in studio del gruppo musicale thrash metal tedesco Destruction, pubblicato nel 1988 dalla Steamhammer.

## Tracce
1. Beyond Eternity – 1:11
2. Release From Agony – 4:44
3. Dissatisfied Existence – 4:30
4. Sign of Fear – 6:46
5. Unconscious Ruins – 4:27
6. Incriminated – 5:22
7. Our Oppression – 4:49
8. Survive to Die – 5:31

## Formazione
- Marcel "Schmier" Schirmer – basso e voce
- Mike Sifringer – chitarra
- Harry Wilkens – chitarra
- Oliver "Olli" Kaiser – batteria